# Fageicera
Fageicera là một chi nhện trong họ Ochyroceratidae.